# 1968年の野球
1968年の野球（1968ねんのやきゅう）では、1968年の野球界における動向をまとめる。

## 競技結果

### 日本プロ野球

#### ペナントレース
| 順位 | 球団             | 勝 | 敗 | 分 | 勝率 | 差   |
| 1位  | 読売ジャイアンツ | 77 | 53 | 4  | .592 | 優勝 |
| 2位  | 阪神タイガース   | 72 | 58 | 3  | .554 | 5.0  |
| 3位  | 広島東洋カープ   | 68 | 62 | 4  | .523 | 9.0  |
| 4位  | サンケイアトムズ | 64 | 66 | 4  | .492 | 13.0 |
| 5位  | 大洋ホエールズ   | 59 | 71 | 3  | .454 | 18.0 |
| 6位  | 中日ドラゴンズ   | 50 | 80 | 4  | .385 | 27.0 |

| 順位 | 球団             | 勝 | 敗 | 分 | 勝率 | 差   |
| 1位  | 阪急ブレーブス   | 80 | 50 | 4  | .615 | 優勝 |
| 2位  | 南海ホークス     | 79 | 51 | 6  | .608 | 1.0  |
| 3位  | 東京オリオンズ   | 67 | 63 | 9  | .515 | 13.0 |
| 4位  | 近鉄バファローズ | 57 | 73 | 5  | .438 | 23.0 |
| 5位  | 西鉄ライオンズ   | 56 | 74 | 3  | .431 | 24.0 |
| 6位  | 東映フライヤーズ | 51 | 79 | 5  | .392 | 29.0 |

#### 日本シリーズ
| 日付                                    | 試合   | ビジター球団（先攻） | スコア   | ホーム球団（後攻） | 開催球場     |
| --------------------------------------- | ------ | -------------------- | -------- | ------------------ | ------------ |
| 10月12日（土）                          | 第1戦  | 阪急ブレーブス       | 5 - 4    | 読売ジャイアンツ   | 後楽園球場   |
| 10月13日（日）                          | 第2戦  | 雨天中止             | 雨天中止 | 雨天中止           | 後楽園球場   |
| 10月14日（月）                          | 第2戦  | 阪急ブレーブス       | 1 - 6    | 読売ジャイアンツ   | 後楽園球場   |
| 10月15日（火）                          | 移動日 | 移動日               | 移動日   | 移動日             | 移動日       |
| 10月16日（水）                          | 第3戦  | 読売ジャイアンツ     | 9 - 4    | 阪急ブレーブス     | 阪急西宮球場 |
| 10月17日（木）                          | 第4戦  | 読売ジャイアンツ     | 6 - 5    | 阪急ブレーブス     | 阪急西宮球場 |
| 10月18日（金）                          | 第5戦  | 読売ジャイアンツ     | 4 - 6    | 阪急ブレーブス     | 阪急西宮球場 |
| 10月19日（土）                          | 移動日 | 移動日               | 移動日   | 移動日             | 移動日       |
| 10月20日（日）                          | 第6戦  | 阪急ブレーブス       | 5 - 7    | 読売ジャイアンツ   | 後楽園球場   |
| 優勝：読売ジャイアンツ（4年連続10回目） |        |                      |          |                    |              |

#### 個人タイトル
|                               | セントラル・リーグ | セントラル・リーグ | セントラル・リーグ | パシフィック・リーグ | パシフィック・リーグ | パシフィック・リーグ |
| タイトル                      | 選手               | 球団               | 成績               | 選手                 | 球団                 | 成績                 |
| ----------------------------- | ------------------ | ------------------ | ------------------ | -------------------- | -------------------- | -------------------- |
| 最優秀選手                    | 長嶋茂雄           | 巨人               |                    | 米田哲也             | 阪急                 |                      |
| 最優秀新人                    | 高田繁             | 巨人               |                    | 該当者なし           | 該当者なし           | 該当者なし           |
| 最優秀投手                    | 江夏豊             | 阪神               |                    |                      |                      |                      |
| 沢村栄治賞                    | 江夏豊             | 阪神               |                    |                      |                      |                      |
| 首位打者                      | 王貞治             | 巨人               | .326               | 張本勲               | 東映                 | .336                 |
| 最多本塁打                    | 王貞治             | 巨人               | 49本               | 野村克也             | 南海                 | 38本                 |
| 最多打点                      | 長嶋茂雄           | 巨人               | 125打点            | G.アルトマン         | 東京                 | 100打点              |
| 最多盗塁                      | 古葉竹識           | 広島               | 39盗塁             | 安井智規             | 近鉄                 | 54盗塁               |
| 最多安打                      | 長嶋茂雄           | 巨人               | 157安打            | G.アルトマン         | 東京                 | 170安打              |
| 最多出塁数(セ) 最高出塁率(パ) | 王貞治             | 巨人               | 275出塁            | 張本勲               | 東映                 | .437                 |
| 最優秀防御率                  | 外木場義郎         | 広島               | 1.94               | 皆川睦男             | 南海                 | 1.61                 |
| 最多勝利                      | 江夏豊             | 阪神               | 25勝               | 皆川睦男             | 南海                 | 31勝                 |
| 最多奪三振                    | 江夏豊             | 阪神               | 401奪三振          | 鈴木啓示             | 近鉄                 | 305奪三振            |
| 最高勝率                      | 島田源太郎         | 大洋               | .700               | 村上雅則             | 南海                 | .818                 |

#### ベストナイン
|          | セントラル・リーグ | セントラル・リーグ | パシフィック・リーグ | パシフィック・リーグ |
| 守備位置 | 選手               | 球団               | 選手                 | 球団                 |
| -------- | ------------------ | ------------------ | -------------------- | -------------------- |
| 投手     | 江夏豊             | 阪神               | 皆川睦男             | 南海                 |
| 捕手     | 森昌彦             | 巨人               | 野村克也             | 南海                 |
| 一塁手   | 王貞治             | 巨人               | 榎本喜八             | 東京                 |
| 二塁手   | 土井正三           | 巨人               | D.ブレイザー         | 南海                 |
| 三塁手   | 長嶋茂雄           | 巨人               | 国貞泰汎             | 南海                 |
| 遊撃手   | 黒江透修           | 巨人               | 阪本敏三             | 阪急                 |
| 外野手   | 江藤愼一           | 中日               | G.アルトマン         | 東京                 |
| 外野手   | D.ロバーツ         | サンケイ           | 土井正博             | 近鉄                 |
| 外野手   | 山内一弘           | 広島               | 張本勲               | 東映                 |

### 高校野球
- 第40回選抜高等学校野球大会優勝：大宮工業（埼玉県）
- 第50回全国高等学校野球選手権大会優勝：興國（大阪府）

### 大学野球
- 第17回全日本大学野球選手権大会優勝：法政大
- 東京六大学野球連盟優勝 春：法政大、秋：早稲田大
- 東都大学野球連盟優勝 春：駒澤大、秋：芝浦工業大
- 関西大学野球連合優勝 春：龍谷大、秋：近畿大

### 社会人野球
- 第39回都市対抗野球大会優勝：富士鉄広畑
- 第18回日本産業対抗野球大会優勝：全鐘紡

### メジャーリーグ
- ワールドシリーズ
デトロイト・タイガース（ア・リーグ） （4勝3敗） セントルイス・カージナルス（ナ・リーグ）

## できごと

### 1月
- 1月17日 - 中日ドラゴンズは球団社長の小山武夫と監督の西沢道夫が東京都内の中日新聞東京支社にて記者会見し、西沢が十二指腸潰瘍悪化を理由に監督を辞任したと発表[2]。
- 1月18日 - セ・リーグの理事会が正午より東京・銀座の日航ホテルにて開かれ、放棄試合についてビジター・チームが放棄試合をした場合ホーム・チームの被った損害を一切肩代わりすること、放棄試合をした球団へ2千万以下の制裁金を支払うことを承認した[3]。
- 1月20日 - 中日の広野功と西鉄ライオンズの田中勉のトレードが成立[4]。
- 1月25日 - 中日は名古屋市中区の中日新聞本社にて新監督に杉下茂が就任したと正式に発表[5]。
- 1月29日 - 武山球場の完工式が午前11時より行われる[6]。

### 4月
- 4月3日 - プロ野球のオーナー会議が丸の内のパレス・ホテルにて開かれ、欠員中のコミッショナー委員会の後任に中松潤之助の就任を正式決定[7]。
- 4月6日
  - 第40回選抜高校野球大会の決勝戦が甲子園球場にて午後1時1分より行われ、大宮工業高校が尾道商業を3-2で破り、大会初優勝を達成[8]。
  - プロ野球がセ・パ同時に開幕[9]。
  - 広島の山内一弘が岡山球場での対阪神1回戦で1号本塁打を放ち、プロ通算350本塁打を達成[10]。
- 4月26日 - 平和台球場で行われたウエスタン・リーグの西鉄対中日6回戦で、中日が審判の判定を不服として放棄試合。ウエスタン・リーグで初の放棄試合[11]。
- 4月29日 - 交通事故で入院していたパ・リーグ会長の松浦晋が入院先の病院で死去[12]。
- 4月30日 - パ・リーグは緊急の理事会を開き、パ・リーグ会長の松浦晋が死去により、近鉄の球団代表の芥田武夫が当面の間会長代行を詰めることを決定[13]。

### 5月
- 5月5日 - 南海の広瀬叔功が小倉球場での対西鉄3回戦の7回表に安打を放ち、プロ通算1500安打を達成[14]。
- 5月15日
  - 阪急の石川進が西宮球場での対西鉄6回戦に代打で出場し、プロ通算1000試合出場を達成[15]。
  - 阪急の米田哲也が西宮球場での対西鉄6回戦で九回表に登板して三者三振に打ち取り、プロ通算2500奪三振を達成[16]。
- 5月16日 - 巨人の城之内邦雄が後楽園球場での対大洋6回戦に先発し、ノーヒットノーランを達成[17]。
- 5月18日 - 巨人の金田正一が後楽園球場での対サンケイ6回戦に先発し、プロ通算900試合登板を達成[18]。
- 5月21日 - 中日は佐藤公博・島野育夫と南海の堀込基明のトレードが成立したと発表[19]。
- 5月24日 - 南海の杉浦忠が西宮球場での対阪急9回戦の六回裏にリリーフ登板し、プロ通算500試合登板を達成[20]。
- 5月26日 - 【MLB】ドジャースのドン・ドライスデールがアストロズ戦に先発して完封勝利を収め、4試合連続完封のナ・リーグタイ記録[21]。

### 6月
- 6月2日 - 東京の榎本喜八が大阪球場での対南海ダブルヘッダー第1試合の9回戦に出場し、パ・リーグ新記録となる通算1791試合出場を達成。元巨人の川上哲治の1979試合、広島の山内一弘の1963試合（1968年6月2日時点）に続く3番目の記録[22]。
- 6月4日 - 【MLB】ドジャースのドン・ドライスデールがパイレーツ戦に先発して完封勝利を収め、6試合連続完封のメジャーリーグ新記録[23]。
- 6月6日 - 中日の江島巧が広島の西川克弘から3号本塁打。高卒新人の3試合連続本塁打は1953年8月の豊田泰光（西鉄）以来2人目で、プロ1号から3戦連発は史上初[24]。
- 6月11日 - 中日は中日球場での対サンケイ9回戦に延長12回3対5で敗れ、48年の球団記録に並ぶ11連敗となる[25]。
- 6月12日 - 中日は中日球場での対サンケイ10回戦に3対2で勝利し、連敗を11で止める[26]。
- 6月13日 - 大洋の長田幸雄が川崎球場での対巨人9回戦の一回裏に6号2点本塁打を打ち、セ・リーグ新記録の5試合連続本塁打[27]。
- 6月21日 - 南海の広瀬叔功が日生球場での対近鉄11回戦の7回表に二塁盗塁を決め、プロ通算400盗塁を達成[28]。
- 6月23日 - 巨人の金田正一が広島球場での対広島11回戦に6回表から登板し、プロ通算907試合となりMLB記録のサイ・ヤングの906試合の記録を抜く[29]。
- 6月25日 - 中日のは監督の杉下茂とチーフコーチの近藤貞雄がチームの成績不振を理由に休養し、代理監督に2軍チーフコーチの本多逸郎が就任したと発表[30]。
- 6月26日 - 広島の山内一弘が川崎球場での対大洋11回戦に出場し、日本プロ野球新記録となる通算1980試合出場を達成[31]。
- 6月30日 - 小倉球場で行われた西鉄対東映14回戦で、東映の毒島章一が一回表に5号本塁打を放ち、プロ通算100本塁打を達成[32]。西鉄の若生忠男が勝利投手となり、プロ通算100勝を達成[33]。

### 7月
- 7月1日 - パ・リーグのオーナー懇談会が東京・丸の内のパレスホテルで開かれ、パ・リーグの会長に阪急の球団代表の岡野祐を選ぶ[34]。岡野の就任はシーズン終了後からの就任とする。
- 7月7日 - 第8回参議院議員通常選挙で上林繁次郎が当選。プロ野球出身者として白木義一郎以来2人目の国会議員となる。
- 7月9日 - 巨人の金田正一が後楽園球場での対広島12回戦の十回裏に代打で出場し、プロ通算1000試合出場を達成。投手としては1098試合の野口二郎に次いで2人目[35]。
- 7月10日 - 西鉄の伊藤光四郎が大阪球場での対南海12回戦に先発出場し、プロ通算1000試合出場を達成[36]。
- 7月12日 - 南海の野村克也が東京球場での対東京戦の3回表に15号本塁打を放ち、日本プロ野球史上初の通算400本塁打を達成[37]。
- 7月17日 - 東映の安藤順三が後楽園球場での対東京13回戦に出場し、プロ通算1000試合出場を達成[38]。
- 7月21日 - 東京の榎本喜八が東京球場での対近鉄ダブルヘッダー第1試合の17回戦の1回裏に二塁打を放ち、プロ通算2000安打を達成[39]。
- 7月27日 - 巨人の王貞治が中日球場での対中日16回戦の一回表に四球を選び、日本プロ野球史上初の通算1000四死球を達成[40]。
- 7月30日 - 西鉄の稲尾和久が東京球場での対東京17回戦の三回表にジョージ・アルトマンから三振を奪い、プロ通算2500奪三振を達成[41]。
- 7月31日 - 東京の坂井勝二が東京球場での対西鉄18回戦に先発して勝利投手となり、プロ通算100勝を達成[42]。

### 8月
- 8月2日 - 広島の山内一弘が甲子園球場での対阪神17回戦に先発出場し、プロ通算2000試合出場を達成[43]。
- 8月4日
  - 東映は監督の大下弘が休養し、一軍打撃コーチの飯島滋弥が監督代行となったことを発表[44]。
  - 東京の榎本喜八が東京球場での対東映17回戦の二回表に16号本塁打を放ち、プロ通算200本塁打を達成[45]。
- 8月8日
  - 近鉄の鈴木啓示が日生球場での対東映18回戦に先発登板し、ノーヒットノーランを達成[46]。
  - 阪神の江夏豊が中日球場での対中日17回戦に先発登板し、セ・リーグタイ記録の一試合16奪三振[47]。
- 8月22日 - 第50回全国高校野球選手権大会の決勝戦が行われ、興国高校が静岡商業に1-0で勝利し初優勝[48]。
- 8月27日 - 阪神のジーン・バッキーが広島市民球場での対広島20回戦に先発して勝利投手となり、プロ通算100勝を達成[49]。

### 9月
- 9月2日 - 大洋の近藤和彦が後楽園球場での対巨人22回戦の1回表にバント安打を打ち、プロ通算1500安打を達成[50]。
- 9月3日 - 読売ジャイアンツの渡辺秀武がイースタン・リーグの対東京11回戦においてリーグ史上2人目のノーヒットノーランを達成[51]。
- 9月15日 - 【MLB】カージナルスがアストロズを7－4と下して勝利し、2位のジャイアンツがレッズに0-4で敗戦したため、カージナルスのア・リーグ優勝が決まる[52]。
- 9月17日 - 【MLB】タイガースがヤンキースを2－1と下して勝利し、2位のオリオールズが破れたため、アメリカン・リーグ優勝が決まる[53]。
- 9月14日 - 広島の外木場義郎が広島市民球場での対大洋18回戦に先発し、完全試合を達成[54]。
- 9月17日 - 阪神の江夏豊が甲子園球場での対巨人20回戦で、王貞治から四回表、七回表に年間奪三振最多記録タイの353個目、新記録となる354個目の三振を奪う[55]。
- 9月18日 - 甲子園球場にて阪神対巨人22回戦が行われ、4回表に巨人の王貞治へ阪神のジーン・バッキーの投球をめぐり、バッキーと巨人の打撃コーチの荒川博が乱闘[56]。
- 9月20日 - 中日の小野正一が対巨人20回戦の1回表に田中久寿男から三振を奪い、プロ通算2000奪三振を達成[57]。
- 9月21日 - 阪急の米田哲也が西宮球場での対西鉄25回戦に7回表の途中から登板して勝利投手となり、プロ通算250勝を達成[58]。

### 10月
- 10月6日
  - 南海の皆川睦雄が大阪球場での対東映ダブルヘッダー第一試合の25回戦に先発して今季30勝目を挙げ、プロ通算200勝を達成。またパ・リーグタイ記録のシーズン27完投[59]。
  - 巨人の森昌彦が中日球場での対中日24回戦の八回表に安打を打ち、プロ通算1000安打を達成[60]。
- 10月8日 - 巨人が後楽園球場での対広島戦ダブルヘッダー第一試合の23回戦に11-2、第二試合の24回戦で6-4と2勝して4年連続セ・リーグ優勝を決める[61]。
- 10月10日 - 【MLB】ワールド・シリーズの第7戦がブッシュ・スタジアムで行われ、タイガースがカージナルスを4－1と下し、タイガースが対戦成績を4勝3敗としてワールド・チャンピオンに[62]。
- 10月10日 - 阪急が西宮球場での対近鉄27回戦に6-3で勝ち、南海が大阪球場での対西鉄ダブルヘッダー第1試合の27回戦に5-3、第2試合の28回戦に8-4で勝ち、阪急と南海がともに79勝50敗で同率首位に並ぶ。パ・リーグの優勝は阪急、南海ともに今季最終戦の10月10日の結果次第となる[63]。
- 10月11日 - 阪急、南海が共に79勝50敗で同率首位となり、11日の今季最終試合の結果次第となったパ・リーグの優勝争いは、阪急が西宮球場での対東京27回戦で延長11回裏に矢野清のサヨナラ本塁打で3-2で勝利し、その直後に日生球場での南海対近鉄27回戦で南海が4-6と敗戦し、阪急の2年連続パ・リーグ優勝が決定[64]。
- 10月13日 - パ・リーグは藤井寺球場にて近鉄対東京のダブルヘッダー29、30回戦を行い、全日程を終了[65]。
- 10月18日 - セ・リーグは川崎球場での大洋対中日ダブルヘッダーの26、27回戦を行い、全日程を終了[66]。
- 10月19日 - 南海監督の鶴岡一人が大阪・難波の南海電鉄本社にオーナーの川勝伝、球団社長の新山滋を訪ねて辞任を申し出て了承される[67]。
- 10月20日 - 日本シリーズの第6戦が行われ、巨人が阪急を7-5で破り、4勝2敗で阪急を下して、4年連続日本一を達成[68]。
- 10月21日
  - プロ野球最優秀選手、新人王、ベストナインを決める記者投票の開票が午前10時よりコミッショナー事務局に行われ、最優秀選手はセ・リーグは長嶋茂雄、パ・リーグは米田哲也[69]。最優秀新人にセ・リーグは高田繁が選出、パ・リーグは「該当者なし」[69]。
  - 沢村賞の選考が東京運動記者クラブ加盟各社の運動部長によって行われ、阪神の江夏豊が選出される[70]。
  - 東映は午後4時より東映本社にて新監督に松木謙治郎が就任したと発表[71]。
  - サンケイはフジテレビ副社長の福田英雄が球団社長兼球団代表に就任する事を決定[72]。
- 10月23日
  - 南海は新監督にヘッドコーチの飯田徳治が昇格したと発表[73]。
  - 阪急は球団代表の岡野祐がパ・リーグ会長に就任するのに伴い、岡野の後任に阪急電鉄運輸部長の渓間秀典が就任すると発表[74]。

### 11月
- 11月1日 -  パ・リーグは阪急の前球団代表の岡野祐が会長に就任したと正式に発表[75]。
- 11月5日 - サンケイは午後4時半から東京・有楽町の球団事務所にてサンケイの鈴木皖武と阪神の西園寺昭夫のトレードが成立したと発表[76]。
- 11月8日 - 近鉄の監督の三原脩は球団代表の芥田武夫、球団常務の中村肇と会い「会社側に背信行為があった」として退団を申し入れる[77]。
- 11月9日 - 近鉄は阪神から金銭トレードでジーン・バッキーを獲得したと正式に発表[78]。
- 11月11日 - 近鉄は午後3時から大阪市天王寺の近鉄会館四回会議室にて本社専務の今里英三が記者会見し、監督の三原脩の留任が決定したと発表[79]。
- 11月12日 - プロ野球新人選手選択会議が午前11時から東京・日比谷の日生会館国際会議場にて行われる[80]。
- 11月14日 - 中日は午後4時より名古屋市内の中日パレスで記者会見し、新監督に水原茂が就任したと発表。水原が名古屋市内の球団事務所を訪れて球団幹部と最終的な話し合いを行い、監督就任に合意し、その後発表[81]。
- 11月19日 - 阪神は大阪・梅田の球団事務所にて新監督にヘッドコーチの後藤次男が就任したと発表[82]。

### 12月
- 12月3日 - 西鉄は近鉄のカール・ボレスの獲得を発表[83]。
- 12月5日
  - プロ野球の12球団の代表選手18名が東京・日比谷の日生会館に集まり、「日本プロ野球選手会」を結成。西鉄の稲尾和久を議長に選出。規約の討議を行う[84]。
  - 巨人の田中久寿男と西鉄の柳田俊郎のトレードが成立したと巨人が発表[85]。
- 12月9日 - ヤクルト本社専務取締役の松園尚巳が午後1時、東京・大手町のサンケイ新聞本社にサンケイのオーナーの福田英雄を訪ね、業務提携を申し入れ[86]。
- 12月11日 - 野球体育博物館特別表彰委員会は午後、東京・銀座のコミッショナー事務局にて会議を開き、今年度の掲載者に鈴木惣太郎、故小林一三、故田辺宗美を選出[87]。

## 誕生

### 1月
- 1月5日 - 谷下和人（+ 2008年）
- 1月8日 - 足立亘
- 1月14日 - 村上和幸
- 1月21日 - 岡田展和
- 1月24日 - 風岡尚幸
- 1月29日 - 秋元宏作
- 1月31日 - 酒井光次郎

### 2月
- 2月5日 - ロベルト・アロマー
- 2月5日 - 藤田明宏
- 2月9日 - 野田浩司
- 2月9日 - 山田勉
- 2月18日 - カイル・アボット
- 2月22日 - 佐々木主浩
- 2月22日 - オルマリ・ロメロ
- 2月24日 - 内匠政博
- 2月27日 - マット・ステアーズ

### 3月
- 3月1日 - 大塚賢一
- 3月4日 - ジョバンニ・カラーラ
- 3月5日 - 広永益隆
- 3月7日 - ジェフ・ケント
- 3月12日 - 川端一彰
- 3月16日 - 柴田佳主也
- 3月19日 - 米崎薫臣
- 3月21日 - リック・デハート
- 3月22日 - ラモン・マルティネス

### 4月
- 4月1日 - 桑田真澄
- 4月3日 - 金本知憲
- 4月4日 - 岩崎久則
- 4月10日 - 張鍾薫
- 4月11日 - 岡林洋一
- 4月12日 - 五十嵐章人
- 4月12日 - 芹澤裕二
- 4月14日 - 長谷部裕
- 4月16日 - 佐藤幸彦
- 4月26日 - 望月一（+ 2020年）
- 4月29日 - 塩崎兼一
- 4月30日 - 佐野重樹
- 4月30日 - 川邉忠義

### 5月
- 5月2日 - 水尾嘉孝
- 5月3日 - イバン・クルーズ
- 5月6日 - 嶋尾康史
- 5月10日 - 高木晃次
- 5月12日 - 木村重太郎
- 5月13日 - 山本勝則
- 5月16日 - 下柳剛
- 5月16日 - 奈良原浩
- 5月18日 - 飯田哲也
- 5月19日 - アラン・ジンター
- 5月26日 - 有隅昭二

### 6月
- 6月14日 - 小坂勝仁
- 6月17日 - 原井和也
- 6月22日 - 中村日出夫
- 6月29日 - 中村良二

### 7月
- 7月1日 - 小島圭市
- 7月1日 - 榊原勝也
- 7月7日 - チャック・ノブロック
- 7月9日 - 青柳進
- 7月14日 - デリック・メイ
- 7月16日 - 西村秀嗣
- 7月18日 - 西村龍次
- 7月20日 - 長谷高成泰
- 7月21日 - 永野吉成
- 7月24日 - 内藤尚行
- 7月25日 - 眞鍋勝已

### 8月
- 8月1日 - 長谷川滋利
- 8月3日 - 大塚賢一
- 8月6日 - 山下和輝
- 8月6日 - ダリル・スコット
- 8月6日 - 山尾伸一
- 8月15日 - 内山智之
- 8月21日 - タフィ・ローズ
- 8月30日 - 野村昭彦
- 8月31日 - 野茂英雄

### 9月
- 9月2日 - 緒方耕一
- 9月4日 - マイク・ピアッツァ
- 9月8日 - 近藤真市
- 9月8日 - 吉田太
- 9月11日 - 成本年秀
- 9月12日 - 木田優夫
- 9月13日 - バーニー・ウィリアムス
- 9月16日 - マーク・エーカー
- 9月18日 - 黒須隆
- 9月25日 - レジー・ジェファーソン

### 10月
- 10月1日 - 水本勝己
- 10月1日 - 吉井晃
- 10月15日 - 足利豊
- 10月16日 - 藤井将雄（+ 2000年）
- 10月19日 - 名幸一明
- 10月19日 - 佐藤友昭
- 10月26日 - スコット・ライディ

### 11月
- 11月3日 - ポール・クアントリル
- 11月5日 - 松村高明
- 11月7日 - 山﨑武司
- 11月10日 - 奈部川勉
- 11月12日 - サミー・ソーサ
- 11月16日 - クリス・ヘイニー
- 11月24日 - デイヴ・ハンセン
- 11月25日 - 高津臣吾
- 11月26日 - 潮崎哲也
- 11月28日 - スコット・シェルドン

### 12月
- 12月5日 - 土橋勝征
- 12月6日 - 矢野燿大
- 12月17日 - 斎藤充弘
- 12月18日 - 山根善伸
- 12月25日 - 緒方孝市
- 12月25日 - スコット・ブレット
- 12月28日 - 亀井猛斗
- 12月30日 - 坊西浩嗣

## 作品
アニメ
- 3月30日 - 『巨人の星』放送開始。